# Jean Wautelet
Jean Joseph Wautelet (Charleroi, 10 december 1797 - 17 mei 1870) was een Belgisch volksvertegenwoordiger.

## Levensloop
Hij was een zoon van Antoine Wautelet en Marie-Anne Buchet. Hij trouwde met Victoire de Saint-Roch.
Hij werd handelaar en industrieel in Charleroi en was onder meer bestuurder van:
- de Charbonnages d'Oignies-Aiseau,
- de Route Marchienne-Charleroi,
- de Charbonnages de Courcelles-Nord (voorzitter),
- de Charbonnages du Grand-Bordia,
- de Charbonnages Jemeppe-Auvelais,
- de Charbonnages de Piéton-Centre,
- de Banque Centrale de la Sambre,
- het discontokantoor van de Nationale Bank in Charleroi.

Hij was ook:
- voorzitter van de Association charbonnière de Charleroi,
- voorzitter van de Kamer van Koophandel van Charleroi,
- lid van de Hoge Raad voor Handel en Nijverheid,
- voorzitter van de kantoren voor Burgerlijke Godshuizen en Armenzorg van Charleroi.

Hij was gemeenteraadslid van Charleroi en schepen in 1831-1833. Hij was lid en ondervoorzitter van de provincieraad van Henegouwen.
In 1856-1857 was hij katholiek volksvertegenwoordiger voor het arrondissement Charleroi.

## Onderscheidingen
- België : Ridder van de Leopoldsorde ;
- Frankrijk : Ridder in het Legioen van Eer ;